# 포이 (래퍼)
포이(1992년 12월 15일 ~)는 대한민국의 가수다. 2014년 싱글 《그렇구나》로 데뷔했다.

## 방송
- 쇼미더머니 6 (2017) - 3차 예선 탈락
- 마이크 스웨거 4 (2018)
- 쇼미더머니 777 (2018) - Top60
- 쇼미더머니 8 (2019) - Top54
- 랩컵 (2024) - Top32(24위)

## 수상
- 오픈 마이크 스웨거 우승